# حمام حسن خان
حمام حسن خان مربوط به دوره قاجار است و در کرمانشاه، خیابان حدادعادل، محله آبشوران، ورودی مجموعه بناهای تکیه معاون‌الملک واقع شده و این اثر در تاریخ ۱۲ دی ۱۳۸۶ با شمارهٔ ثبت ۲۰۴۸۹ به‌عنوان یکی از آثار ملی ایران به ثبت رسیده است.